# Mortsel
Mortsel é uma cidade e um município da Bélgica localizado no distrito de Antuérpia, província de Antuérpia, região da Flandres.